# Matt Reis
Pour les articles homonymes, voir Reis.
Matt Reis est un footballeur international américain né le 28 mars 1975 à Atlanta. Il a évolué durant l'essentiel de sa carrière au poste de gardien de but avec le Revolution de la Nouvelle-Angleterre en MLS.

## Biographie
Le 11 décembre 2013, Matt Reis annonce la fin de sa carrière de footballeur professionnel après 16 saisons passées en MLS.

## Palmarès

### En sélection
- Vainqueur de la Gold Cup en 2005

### En club
- Vainqueur de la Coupe des champions de la CONCACAF en 2000
- Vainqueur de la Coupe de la MLS en 2002
- Vainqueur du MLS Supporters' Shield en 1998 et 2002
- Vainqueur de la Coupe des États-Unis de soccer en 2001 (avec le LA Galaxy) et 2007 (avec New England)
- Vainqueur de la SuperLiga en 2008